# Едуард Тотлебен
Едуард Иванович Тотлебен (на руски: Эдуа́рд Ива́нович Тотле́бен; на немски: Franz Eduard von Tottleben) е руски офицер от немски произход, генерал от инженерните войски. Участник в Руско-турската война (1877 – 1878). Руски граф и военен деец.

## Биография
Едуард Тотлебен е роден на 8 май 1818 г. в семейството на дребен немски аристократ от Източна Прусия. Роден е в Митава, Курландия, част от Руската империя. Ориентира се към военното поприще. Учи в Санктпетербургското военно-инженерно училище (1835 – 1838). Постъпва в армията през 1840 г. Участва в Кавказката война (1847 – 1848). Назначен е за началник на инженерните части на Гвардейския и Гренадирския корпус през 1851 г.
По време на Кримската война (1853 – 1856) служи в Дунавската руска армия, където е помощник на генерал-адютант Карл Шилдер. Организира транспортирането на войските на генерал-адютант Михаил Горчаков през река Дунав. Изработва плановете за атака на крепостта Калафат. Командва обсадата на Силистра след раняването на генерал-адютант Карл Шилдер. Служи в Кримската армия. Ръководи отбраната на Севастопол, където строи фортификационни съоръжения и спасява хиляди войници и цивилни. Повишен е във военно звание генерал-адютант от март 1855 г.
Изучава инженерството на Франция, Белгия, Нидерландия и Германия (1856 – 1858). След завръщането си в Русия е назначен за директор на Инженерния департамент на Военното министерство (1859). Повишен е във военно звание генерал-лейтенант от 1860 г. Заместник на генералния инспектор по инженерната част (1863 – 1872). Повишен е във военно звание генерал от инженерните войски от 1871 г. Разработва системата на отбранителните съоръжения в западните части на Русия. Главен разпоредител на отбраната на Черноморското крайбрежие (1876).
Участва в Руско-турската война (1877 – 1878). Командирован е в Дунавската руска армия след неуспешните атаки на Плевен. Изработва план, който става ръководство за провеждането на пълна блокада на армията на Осман паша в Плевен и противодействие на системата от редути. Фактически командир на Западния руски отряд. На 28 ноември 1877 г. Осман паша се опитва да пробие блокадния пръстен, но отстъпва и капитулира. Генералът от инженерните войски Едуард Тотлебен скромно забелязва: „Не аз победих Осман, а гладът“. След пленяването на Западната османска армия е началник на Източния отряд.
След войната е главнокомандващ на Действащата руска армия на Балканския полуостров от април 1878 г. до януари 1879 г. Осъществява мерки по организиране самоотбраната на българския народ.
Награждаван е с висшия руски ордени „Свети Георги“ II ст. и Орден „Свети Андрей Первозваний“. През 1879 г. по случай 25 г. от бомбардировката на Севастопол през Кримската война получава титлата граф и е назначен за член на Държавния съвет.
Временен генерал-губернатор на Одеса и командващ войските на Одеския военен окръг (1879). Генерал-губернатор на Вилно и командващ войските на Вилненския военен окръг (1880).
През 1882 г. заминава на лечение в Германия, където умира. Останките му са погребани в Братското гробище на Севастопол, при падналите защитници на града по време на Кримската война.

## Памет
Генералът от инженерните войски Едуард Тотлебен е почетен член на Санктпетербургската академия на науките и Санктпетербургския университет. Приносите му в областта на фортификацията, оценени като нова епоха във военното дело, се използват и днес.
Неговото име носят:
- село Тотлебен, област Плевен,
- булевард „Генерал Едуард И. Тотлебен“ в София (Карта),
- улица в град Плевен.
- улица в град Пловдив